# Australovenator
Australovenator ("caçador del sud") és un gènere de dinosaure teròpode al·losàurid de l'Albià superior (Cretaci inferior). Es coneix a partir d'un esquelet parcial trobat a Austràlia.

## Morfologia i història
Australovenator es basa en l'holotip Australian Age of Dinosaurs Museum 604, un esquelet parcial que inclou el dentari esquerre, dents, extremitats anteriors i posteriors parcials, un ílium dret parcial, costelles i gastralia. Australovenator fou descrit l'any 2009 pel Dr. Scott Hocknull i col·legues. L'espècie tipus és A. wintonensis, en referència a Winton, un emplaçament proper. Una anàlisi filogenètica ha determinat que Australovenator és un carnosaure al·losàurid, amb certes semblances amb Fukuiraptor i els carcarodontosàurids. En l'anàlisi, han conclòs que es tracta d'un tàxon germà dels carcarodontosàurids. Els turmells d'Australovenator i Fukuiraptor són similars a l'astràgal conegut de NMVP 150070 que prèviament s'havia identificat com a pertanyent a un Allosaurus sp., sembla que en realitat correspondria a un Australovenator o un parent proper.
Australovenator fou un al·losàurid de mida mitjana. D'acord amb el Dr. Hocknull, feia 2 metres d'alçada fins a la pelvis i 6 metres de longitud. Ja que era un predador "lleuger" fou anomenat com a "guepard del seu temps".

## Paleobiologia
AODL 604 va ser trobar a uns 60 km al nord-oest de Winton, a prop d'Elderslie Station. Fou recuperat de la part inferior de la Formació de Winton, que data de l'Albià superior. AODL 604 fou trobat en una capa d'argila entre dues capes de gres, inerpretant que es tractava d'un dipòsit d'un llac de braç mort. Al mateix lloc on era l'holotip es va trobar el sauròpode Diamantinasaurus, bivalves, peixos, tortugues, cocodrils, i plantes fòssils. La formació de Winton té tot un conjunt de fauna que inclou bivalves, gastròpodes, insectes, un ancilosaure sense nom i hipsilofodonts. Les plantes que es coneixen de la formació inclouen falgueres, ginkgos, gimnospermes, i angiospermes. Com altres carnosaures, Australovenator seria un carnívor bípede.